# سيرجي كابيتسا
سيرجي بتروفيتش كابيتسا (بالروسية: Сергей Петрович Капица)‏ (بالروسية: Серге́й Петро́вич Капи́ца، مواليد 14 فبراير 1928 - وفيات 14 أغسطس 2012) كان فيزيائيًّا روسيًّا، وعالمًا بعلم السكان. كان مضيف البرنامج التلفزيوني العلمي الروسي «بَيِّن..لكن لا يصدق» الذي استمر عرضه 40 عامًا، كما ترأس تحرير مجلة في عالم العلم، النسخة الروسية من مجلة ساينتفك أمريكان. والده هو عالم الفيزياء بيوتر كابيتسا، الذي حاز جائزة نوبل في الفيزياء. وأخوه أندريه كابيتسا وهو عالم جغرافيا، اكتشف بحيرة فوستوك. وجده من ناحية الأم هو ألكسي كريلوف، الذي كان مهندسًا بحريًّا واشتغل بالرياضيات التطبيقية. أما ابنه فيدور كابيتسا فهو ناقد أدبي وفلكلوري.
في 2012، نال سيرجي كابيتسا أول ميدالية ذهبية تمنحها أكاديمية العلوم الروسية وذلك لأعماله في الترويج للمعرفة العلمية، كما حاز جائزة كالينجا التي تمنحها اليونسكو سنويًّا للغرض ذاته. توفي سيرجي كابيتسا في موسكو في 14 أغسطس 2012.

## النشأة والعمل

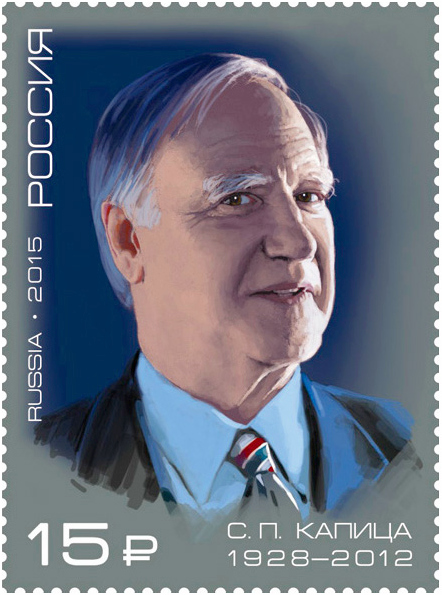
سيرجي كابيتسا على طابع بريد روسي في عام 2015

وُلد كابيتسا في كامبريدج إنجلترا، ابنًا لأنا أليسكيفنا وبيوتر كابيتسا. كان جده لأمه أليكسي نيكولايفتش كريلوف، وهو مهندس بحري ومشتغل بالرياضيات التطبيقية وكاتب مذكرات ومطور تقنيات بحرية. تخرج كابيتسا في معهد موسكو للطيران في 1949. وكان زميلًا باحثًا في معهد ليبديف الفيزيائي وأكاديمية العلوم الروسية وأستاذًا في معهد موسكو للفيزياء والتقنية.
أسهم كابيتسا في مجالات الإلكترودينمايكا التطبيقية وفيزياء المسرعات؛ وقد اشتهر لأعماله على المايكروترون، وهو جهاز لتوليد أشعة الإلكترونات. وفي السنوات اللاحقة، ركَّز أبحاثه على الديموغرافيا التاريخية، حيث طور عددًا من النماذج الرياضية في إطار نظرية المنظومات العالمية لنمو السكان والتحول الديموغرافي العالمي.

## هوامش

### تعريب
1. ↑  سيرغي كابيتسا، سيرگي كابيتسا
2. ↑  جائزة كالينغا، جائزة كالينگا

### وصلات خارجية
- سيرجي كابيتسا على موقع IMDb (الإنجليزية)